# Логвинов Мирослав Євгенійович
Мирослав Євгенійович Логвинов — старший солдат Національної гвардії України, учасник російсько-української війни, що загинув у ході російського вторгнення в Україну.

## Життєпис
Народився в с. Новомиколаївці Кетрисанівської громади Кропивницького району Кіровоградської області. 
Загинув 12 березня 2022 року у бою з російськими окупантами в районі смт Гостомель Київської області. Церемонія прощання з військовим відбулася 26 березня 2022 року в рідному селі Новомиколаївці.

## Нагороди
- орден За мужність III ступеня (2022, посмертно) — за особисту мужність і самовіддані дії, виявлені у захисті державного суверенітету та територіальної цілісності України, вірність військовій присязі[3].